# La Tierra llamando a Ana
La Tierra Llamando a Ana es una película española romántica del año 2019, dirigida y producida por Fernando Bonelli.  Ha recibido más de 80 premios nacionales e internacionales, una película con banda musical del tinerfeño Juan Antonio Simarro, en países como California, India o Chile. En 2020, fue nominada a los Premios Goya como Mejor Cortometraje de ficción.
En esta cinta la música es fundamental y su banda sonora, un tercer personaje. La banda sonora fue creada por el compositor español Juan Antonio Simarro, junto al mismo Fernando Bonelli. El filme cuenta con los intérpretes Javier Pereira (Ganador de un Goya) y Laia Manzanares como actores principales. Además, cuenta con la participación de la artista Álex Piñeiro, del grupo Kapland.

## Sinopsis
'La Tierra llamando a Ana' nos lleva a un momento concreto en la vida de una pareja, una pareja que lleva tres años complicados desde que Ana, nuestra protagonista, perdió algo vital para ella. En ese momento tuvo dos opciones: rendirse o intentar ponerse de pie por muy difícil que fuese. Y optó por lo segundo, optó por pelear, y para ello se apoyó en sus dos pilares, uno la música, que la acompañó desde pequeñita y que es su gran don, y, el otro, su Tierra, que es Juan. El problema es que, tras tres años, ahora que parece que la vida arroja más luz, que todo va mucho mejor, hoy ha visto algo en Juan que le ha roto el corazón. Si lo habla con él probablemente esta historia termine, y si termina, termina todo el viaje que ha emprendido, perdería las fuerzas para poder continuar. Pero el caso es que el trato que hicieron desde que se conocieron es que todo se habla. Y ahí se suben ustedes a esta historia, a acompañarla con ese miedo increíble a perderle, y con esa necesidad de mantener la comunicación con el gran amor de su vida.
Este corto nos habla de la comunicación, de lo imprescindible que es y de cómo la descuidamos por lo deprisa que vivimos. Debemos entender que la comunicación es imprescindible y que no sólo está en una conversación, está en la escucha, está en el observar. Probablemente, sentados en una habitación, mirando a los ojos de quien quieres, o incluso a los de un extraño, puedes decirte mucho más que en diez minutos de charla.

## Premios
El cortometraje ha recibido numerosos premios nacionales e internacionales. Algunos de ellos son: 
- 2020. Finalista a los Premios Goya como Mejor Cortometraje de Ficción.
- 2020. Mejor Banda Sonora Musical en el IndieX Film Fest. Los Ángeles (EE.UU).[7]
- 2020. Premio a la excelencia (en cuatro categorías; entre ellas, partitura original), en el Accolade Global Film Competition de California (EE. UU.)[8]
- 2020. Premio al logro de los logros  (en cuatro categorías; entre ellas, partitura original), en el Tagore International Film Festival (India)
- 2020. Varios premios y menciones (actriz, iluminación, segundo de audiencia y menciones honorables como actor principal, puntaje original, dirección de arte y dirección). Festival de Academia de Arte y South Film and Arts (Chile).

- 2020. Premio 'Toyota Palencia' del Público al Mejor Cortometraje[9]
- 2019. Premio al mejor cortometraje de Ibicine.[10]
- 2019. Premio Roel de Oro y de la Juventud en la Semana del Cine de Medina del Campo[11]
- 2019. Premio Fugaz a Mejor Actriz[12]
- 2019. Premio al Mejor Cortometraje Nacional del Festival Internacional de Cine de Lanzarote.
- 2019. Premio a Mejor Cortometraje en el Festival de Bollullos de la Mitación (Sevilla).
- 2019. Premio al Mejor Cortometraje Nacional. XII Certamen de Cortometrajes de Bujaraloz.[13]